# Altensalzwedel
Altensalzwedel ist ein Ortsteil des Fleckens Apenburg-Winterfeld im Altmarkkreis Salzwedel in Sachsen-Anhalt.

## Geographie
Altensalzwedel, ein stark deformiertes Angerdorf mit Kirche, liegt rund neun Kilometer südlich von Salzwedel in der Altmark an der Purnitz, einem Nebenfluss der Jeetze. Die Bundesstraßen 248 und 71 führen westlich bzw. östlich am Ort vorbei.
Nachbarorte sind Schieben im Westen, Amt Dambeck im Norden, Maxdorf im Nordosten, Saalfeld im Südosten und Hagen im Südwesten.

## Geschichte

### Mittelalter bis Neuzeit
Im Landbuch der Mark Brandenburg von 1375 wird Altensalzwedel als Antiqua Soltowedel aufgeführt, das dem Kloster Dambeck gehörte. Weitere Nennungen sind 1541 Altensoltwedel, 1687 Altensaltzwedel und 1804 Alt-Salzwedel, ein Dorf mit Lehnschulze und Wassermühle.
Bereits 1379 wurde eine Mühle genannt, 1745 dann eine Wassermühle mit einem Mahlgang.
Bei der Bodenreform wurden 1945 ermittelt: 73 Besitzungen unter 100 Hektar hatten zusammen 950, eine Kirchenbesitzung hatte 31 Hektar Land, der Gemeinde gehörten 3 Hektar. Im Jahre 1954 entstand die erste Landwirtschaftliche Produktionsgenossenschaft vom Typ III, die LPG „Glückliche Zukunft“.

### Wüstung
Eine Wüstung, „die Dörpstede“ genannt, liegt 1½ Kilometer nordwestlich des Dorfes und östlich der Straße nach Salzwedel. Wahrscheinlich hat hier eine wendische Siedlung gelegen, deren Name verschollen ist.

### Burg Altensalzwedel
Am östlichen Ausgang des Dorfes am Weg nach Saalfeld beim Gehöft Nr. 12 liegt der zu einem Keller umgestaltete Rest eines Feldsteinturmes, der im Volk als Rest einer alten Burg angesehen wird, darüber „des Krügers Wohnstube gelegen“, so hieß es im Jahre 1753. Hofmeister nahm an, dass hier 956 eine Grenzburg gegen das Wendenland gelegen habe und dass diese der Stammsitz der Edlen von Salzwedel gewesen sei. Heute ist man sich sicher, dass sich die Altensalzwedeler Burg vor dem Purnitzübergang auf geringer natürlicher Anhöhe am Ostrand des Dorfes auf dem Westufer der Purnitz befanden hat.

### Archäologie
Beim Ausbaggern einer Fundamentgrube wurden in der Ortsmitte Scherbenfunde von Standbodengefäßen mit Gurtverzierung aus einer jungslawisch-frühdeutschen Siedlung des 12. Jahrhunderts geborgen und dem Danneil-Museum übergeben.

### Herkunft des Ortsnamens
Manche Autoren vermuten, dass der ursprüngliche Name des Dorfes „Salzwedel“ gewesen sein könnte und dass das Dorf nach der Entstehung der Stadt Salzwedel den Zusatz „Alt“ bekam. Der Name könnte abgeleitet sein von salzigem oder sauren Grundwasser. Das Jeetzewasser im Sumpfgebiet war möglicherweise salzig.

### Eingemeindungen
Ursprünglich gehörte das Dorf Altensalzwedel zum Salzwedelischen Kreis der Mark Brandenburg in der Altmark. Zwischen 1807 und 1813 lag es im Kanton Beetzendorf auf dem Territorium des napoleonischen Königreichs Westphalen. Nach weiteren Änderungen gehörte die Gemeinde ab 1816 zum Kreis Salzwedel, dem späteren Landkreis Salzwedel.
Am 20. Juli 1950 wurde die Gemeinde Hagen nach Altensalzwedel eingemeindet. Am 25. Juli 1952 kam die Gemeinde Altensalzwedel durch eine Gebietsreform zum Kreis Salzwedel. Am 1. Januar 1974 wurde die Gemeinde Saalfeld eingemeindet.
Durch einen Gebietsänderungsvertrag beschlossen am 23. September 2008 die Gemeinderäte der Gemeinden Altensalzwedel, Flecken Apenburg und Winterfeld, dass ihre Gemeinden aufgelöst und zu einer neuen Gemeinde mit dem Namen Apenburg-Winterfeld vereinigt werden. Die neue Gemeinde ist berechtigt, die Bezeichnung Flecken weiterzuführen. Dieser Vertrag wurde vom Landkreis als unterer Kommunalaufsichtsbehörde genehmigt und trat am 1. Juli 2009 in Kraft.

### Einwohnerentwicklung
| Jahr | Einwohner |
| ---- | --------- |
| 1734 | 117       |
| 1774 | 093       |
| 1789 | 121       |
| 1798 | 128       |
| 1801 | 126       |
| 1818 | 125       |

| Jahr | Einwohner |
| ---- | --------- |
| 1840 | 215       |
| 1864 | 267       |
| 1871 | 265       |
| 1885 | 272       |
| 1892 | [00]269   |
| 1895 | 263       |

| Jahr | Einwohner |
| ---- | --------- |
| 1900 | [00]268   |
| 1905 | 267       |
| 1910 | [00]279   |
| 1925 | 298       |
| 1939 | 254       |
| 1946 | 393       |

| Jahr | Einwohner |
| ---- | --------- |
| 1964 | 349       |
| 1971 | 369       |
| 1981 | 499       |
| 1993 | 449       |
| 2006 | 376       |
| 2007 | 365       |

| Jahr | Einwohner |
| ---- | --------- |
| 2015 | [00]180   |
| 2018 | [00]189   |
| 2020 | [00]181   |
| 2021 | [00]175   |
| 2022 | [00]173   |
| 2023 | [0]178    |

Quelle, wenn nicht angegeben, bis 2006

## Religion
- Die evangelische Kirchengemeinde Altensalzwedel, die früher zu Pfarrei Altensalzwedel gehörte,[23] wird heute bereut vom Pfarrbereich Apenburg des Kirchenkreises Salzwedel im Bischofssprengel Magdeburg der Evangelischen Kirche in Mitteldeutschland.[24] Die ältesten überlieferten Kirchenbücher für Altensalzwedel stammen aus dem Jahre 1749.[25]
- Die katholischen Christen gehören zur Pfarrei St. Laurentius in Salzwedel im Dekanat Stendal im Bistum Magdeburg.[26]

## Kultur und Sehenswürdigkeiten

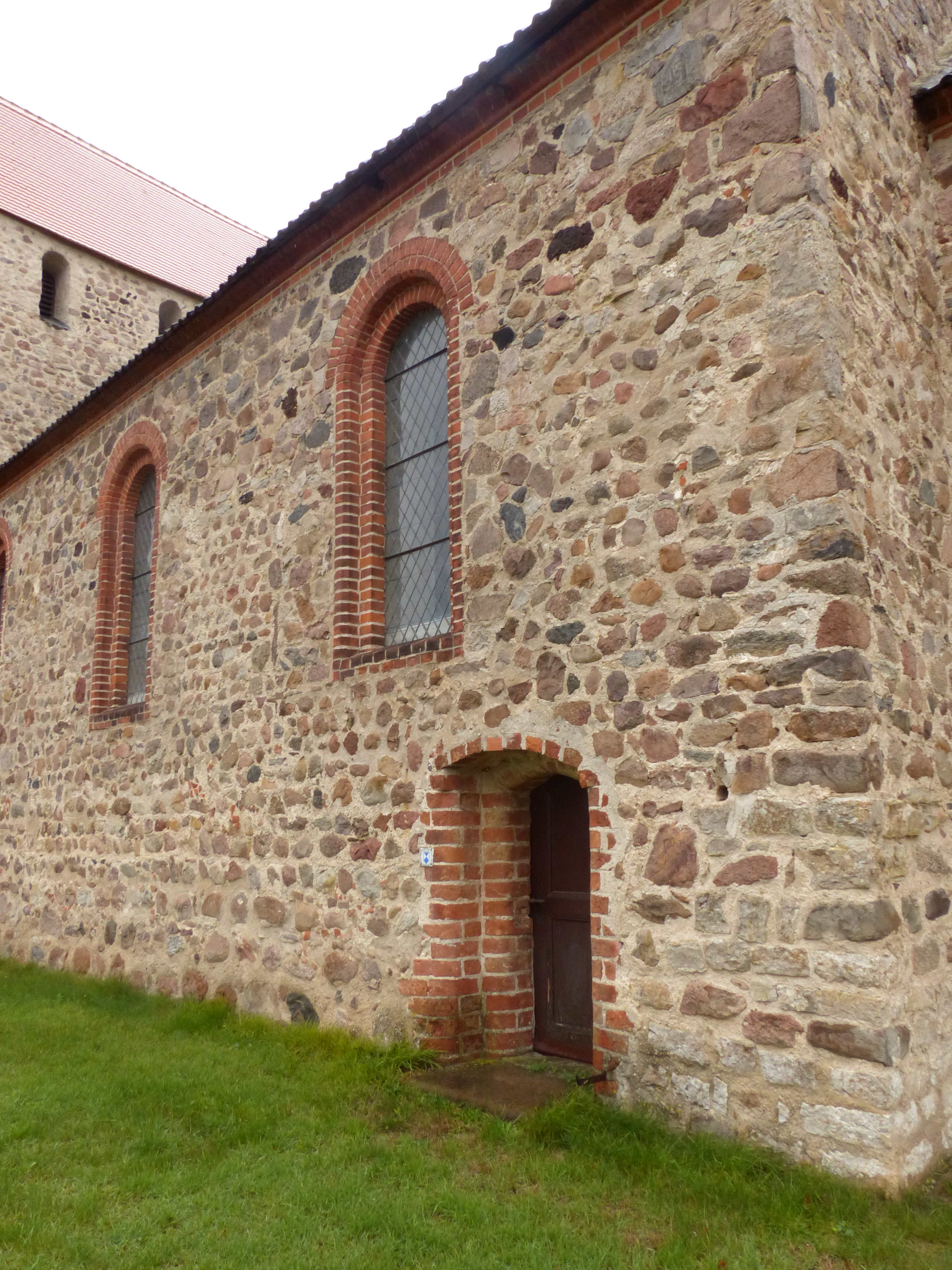
Dorfkirche Altensalzwedel

- Die evangelische Dorfkirche Altensalzwedel, ein stattlicher Feldsteinbau aus dem 12. Jahrhundert, ist eine der größten Landkirchen in der nordwestlichen Altmark. Ein in der Südwand des Turmes eingesetzter Eschenbalken in der Höhe der Traufe des ursprünglichen Schiffes wurde auf das Jahr 1306 datiert. Im 19. Jahrhundert wurden Schiff und Chor erheblich aufgestockt.[27][14]
- Der Friedhof liegt nördlich des Dorfes.
- Ein Gedenkstein für Artur Becker, ein kommunistischer Reichstagsabgeordneter, der als freiwilliger Kämpfer für die spanische Republik 1938 ums Leben kam, steht vor der Grundschule an der Dorfstraße 56. Er wurde im Jahre 1985 errichtet.

## Wirtschaft
- Biogasanlage zur Erzeugung von elektrischer Energie und Wärme
- Die Milchhof GmbH & Co. KG Altensalzwedel beschäftigt sich mit der Produktion, Verarbeitung und dem Vertrieb von landwirtschaftlichen Produkten.

## Vereine
- Förderverein Freiwillige Feuerwehr Altensalzwedel e. V.